# Sojuz TM-23
La Sojuz TM-23 è stata la 25ª missione diretta verso la stazione spaziale russa Mir.

## Equipaggio
| Ruolo                  | Equipaggio al lancio                          | Equipaggio all'atterraggio                    |
| ---------------------- | --------------------------------------------- | --------------------------------------------- |
| Comandante             | Jurij Onufrienko, Roscosmos Mir 21 Primo volo | Jurij Onufrienko, Roscosmos Mir 21 Primo volo |
| Ingegnere di volo      | Jurij Usačëv, Roscosmos Mir 21 Secondo volo   | Jurij Usačëv, Roscosmos Mir 21 Secondo volo   |
| Cosmonauta ricercatore | —                                             | Claudie Haigneré, CNES Primo volo             |

### Equipaggio di riserva
| Ruolo             | Equipaggio                    | Equipaggio                    |
| ----------------- | ----------------------------- | ----------------------------- |
| Comandante        | Vasilij Cibliev, Roscosmos    | Vasilij Cibliev, Roscosmos    |
| Ingegnere di volo | Aleksandr Lazutkin, Roscosmos | Aleksandr Lazutkin, Roscosmos |

## Parametri della missione
- Massa: 7.150 kg
- Perigeo: 202 km
- Apogeo: 240 km
- Inclinazione: 51,6°
- Periodo: 1 ora, 28 minuti e 42 secondi